# アリアン6
アリアン6 (Ariane 6) は、アリアングループが開発・運用する、アリアン5後継機となる人工衛星打ち上げ用使い捨て型ロケット（ELV）である。アリアンシリーズの新型として、ギアナ宇宙センターから現地時間2024年7月9日に初めての打ち上げに成功した。
開発の承認は2014年12月の欧州宇宙機関（ESA）閣僚級理事会で行われた。機体構成は、2014年夏に大きく変更され、打上能力を調節するためにA62とA64という2つのタイプで構成することになった。A62とA64の違いは、1段として使われる固体燃料ロケットモータ「P120」の使用本数であり、A62は2本、A64は4本を装備する。このP120は、新たに改良されるヴェガCロケットの1段を共用することにして開発コストの低減を目指した。2014年に決まった計画では、約40億ユーロを投じて開発されることとなった。
中央のコアブースターは2段の位置づけになり、アリアン5ECAで使われている液体酸素/液体水素を推進剤とするヴァルカンIIエンジンを使用する。3段には中止されたアリアン5ME用に新たに開発を行っていた液体酸素/液体水素を推進剤とするVinch（ヴィンチ）エンジンを採用することになった。A62は静止トランスファ軌道（GTO）へ5トン、A64はGTOへ10.5トンの打上能力となる。

## 経緯
アリアン6の構想はアリアン5の検討が本格化した1980年代半ばに開始された。当初はエルメスとアリアン5による部分再使用型打ち上げ機システムの後継と位置づけられており、完全再使用型の単段式宇宙往還機（SSTO）とされていた。また、これに関連して、同時期にSSTOとして検討が進められていたHOTOLをアリアン6とする報道もあった。しかし、1990年代にはエルメスもHOTOLも景気の悪化に伴い予算難に陥り、計画は中止された。これによってアリアン5はELVとして開発が継続されることとなり、その後継機であるアリアン6も、より広範な検討が進められることとなった。
2000年代前半には、2020年代に実現予定の再使用型打ち上げ機（RLV）のバックアップとして位置づけられていた。その後、2004年に開始されたFuture Launcher Preparatory Programme（FLPP）において要素技術研究が行われた結果、RLVは技術的飛躍が大きく、開発コストが高いことなどから、2020年代での実現は困難であると判断された。これによりRLVの実現は2030年代へ先延ばしされ、アリアン6は従来型ELVとして検討を継続することとなった。2008年に20種類の候補のうちからコアステージに使用する燃料やエンジンサイクルが異なる4種類の構成へ絞り込まれ、2012年から2013年にかけて最終的にPPH案が採用された。
開発開始の最終決定は2012年11月のESA閣僚級理事会で行われ、その後、EADS アストリアムと協力会社6社が提案したロケット構成案をESAとフランス国立宇宙研究センター（CNES）が了承した。この段階では2021年の初飛行を目指していた。ペイロード1tあたりのコストはアリアン5ECAと比べて30%から40%減となる予定であったが、スペースX社のファルコン9ロケットの台頭により、さらにコスト削減が必要になり、フランスとドイツの間で駆け引きが行われていた。

アリアン62とアリアン64

アリアン6は、アリアン5のように2機の衛星を同時に打ち上げるのでは無く、1機単独で打ち上げる事を考えて打上能力は低めに設定されていたが、結局、アリアン5の後継機として2機の衛星を同時に打ち上げられる形態に戻された。2014年6月に、エアバス・ディフェンス・アンド・スペース社とサフラン（Safran）社がアリアン6の新たな機体構成案を提案したことにより、従来のESAの構成案が吹き消されてしまった、その後はフランスとドイツの間で政治的な駆け引きが行われた。ドイツは商業市場への強力な武器になるアリアン5ME（アリアン5 ECAの改良型）の開発を行うべきと主張。ただし、既存のアリアン5ECAよりもコストは高くなるため、ESAからアリアンスペース社への支援（年間約1億ユーロ）を継続する必要があった。一方、フランスは、アリアン5MEよりもアリアン6を開発すべきと主張した。ドイツは、まずアリアン5MEを開発した後アリアン6へ移行すべきだとしたが、フランスはそれではアリアン6のデビュー時期が遅れ商業市場を失うと反対した。両方を開発する予算的な余裕は無いことから、結局アリアン6の開発に進むことになり、2014年12月に合意した。

## 過去に検討された4種類の構成・諸元
人工衛星の単機打ち上げを目的としており、低軌道に10tから20t、太陽同期軌道に4t、静止トランスファ軌道に3tから8t程度の能力をもつロケットとして、以下の4種類の構成が検討されていた。この2013年の段階ではNGL PPH案が採用された。
- NGL PPH
基本は第1段と第2段に推力135トンの共通の固体ロケットモータを使用し、第1段にはこれを3基、第2段には1基使用する「マルチPリニア」と呼ばれる構成。第3段には液体酸素と液体水素を推進剤とするVinciエンジンを使用したH28ステージを用いる。Pは固体燃料を意味する「Poudre（パウダー）」、Hは水素を意味する「ハイドロゲン」の頭文字である。静止軌道へのペイロード投入能力は3tから6.5tである[10][11]。

- NGL HHSC
第1段に新規開発した液体酸素と液体水素を推進剤とする高推力な二段燃焼サイクルエンジンを使用したH156ステージを用い、第2段にVinciエンジンを使用したH26ステージを用いる構成。必要に応じてP20固体ロケットブースタを2基毎に6基まで装着する。第1段をCCBとしてデルタIVヘビーのように用いることで低軌道へ25tの衛星を投入することが可能。

- NGL HHGG
第1段に新規開発した液体酸素と液体水素を推進剤とする高推力なガス発生器サイクルエンジンを使用したH170ステージを用い、第2段にVinciエンジンを使用したH30ステージを用いる構成。必要に応じてP20固体ロケットブースタを2基毎に6基まで装着する。

- NGL CH
第1段に新規開発した液体酸素とメタン[16]を推進剤とするエンジンを2基クラスタしたC342ステージを用い、第2段にVinciエンジンを使用したH30ステージを用いる構成。必要に応じてP40固体ロケットブースタを2基装着する。

## 打ち上げ履歴
| No    | 打ち上げ日時 （UTC） | 構成 | 射場                    | 積荷                                                 | 積荷の 重量 | 軌道 | 荷主 | 成否       |
| ----- | --- | ---- | ----------------------- | ---------------------------------------------------- | ----------- | ---- | ---- | ---------- |
| VA262 | 2024年7月9日 19:00 | A62  | ギアナ宇宙センターELA-4 | 超小型衛星、実験装置、大気圏再突入カプセルなど計16品 | 1,600 kg    | LEO  | 多数 | 部分的失敗 |
| VA262 | アリアン6の初打ち上げ。2段目エンジンの2回目の飛行まで順調に成功し、高度580kmの円軌道に超小型衛星9機の投入に成功。しかし補助推進装置（APU）の故障により、技術デモンストレーションとして計画されていた3回目の燃焼が実施できず、再突入カプセル2機の展開に失敗した。 |      |                         |                                                      |             |      |      |            |